# Joe Nemechek
Statistiques en NASCAR Cup Series
Dernière mise à jour : 18 mars 2014 
Joe Nemechek (né le 26 septembre 1963 à Lakeland, Floride) est un pilote américain de NASCAR participant à la Cup Series.
Il pilote la voiture no 87 de la NEMCO-Jay Robinson Racing.